# Asparagus plocamoides
Asparagus plocamoides — вид рослин із родини холодкових (Asparagaceae).

## Етимологія
Видовий епітет натякає на схожість цієї рослини з Plocama pendula.

## Біоморфологічна характеристика
Вирізняється тим, що є кущем з висячими гілками з неколючими кладодіями розміром менше 3.5 см, дуже тонкими і не м'ясистими, розташованими в пухкі пучки по 2–3. Плоди червонуваті.

## Середовище проживання
Ендемік Канарських островів — Тенерифе, Гран-Канарія та Ла Гомера.
Asparagus plocamoides можна знайти в сухих соснових лісах, а також у ялівцевих і маслинових лісах. Останні лісові місця проживання зараз досить рідкісні на островах.

## Загрози й охорона
Лісові пожежі (як природні, так і навмисні) є основною загрозою для цього виду, а також надмірний випас у деяких місцевостях. Деякі субпопуляції зустрічаються в межах природоохоронних територій; однак цим субпопуляціям загрожують пожежі та надмірний випас.